# Hundige
Hundige (antiguamente Hundie) es un suburbio localizado a 18 kilómetros al suroeste de Copenhague (Storkøbenhavn) ubicado al este de Østsjælland en la bahía de Køge. El suburbio pertenece a la región de Selandia, situada en la esquina noreste del municipio de Greve y es la parte más poblada de Hundige-Kildebrønde Sogn. Hasta la década de 1960, Hundige era el nombre de un pequeño pueblo al sur de lo que hoy es el límite del municipio de Ishøj.

## Historia
A partir de esa misma década el área al oeste y al suroeste de la aldea fue sumergida y construida con casas unifamiliares y al sur, Hundige StorCenter (hoy Waves), un gran centro comercial, se construyó en 1974 rodeado de áreas de viviendas públicas construidas a fines de la década de 1960 y especialmente en la década de 1970. En 1976, la línea ferroviaria del tren S a lo largo de la bahía de Køge se extendió desde Vallensbæk hasta Hundige, donde la estación de Hundige se colocó muy cerca del centro y en el mismo año se inauguró la iglesia de Hundige, en la ciudad.
El suburbio tiene una tasa relativamente alta de delincuencia, la mayoría de los cuales se cometen en el gran proyecto de vivienda llamado Askerød en la parte norte de este.